# چیزهایی که هرگز به شما نگفتم
چیزهایی که هرگز به شما نگفتم (به انگلیسی: Things I Never Told You) و (به اسپانیایی: Cosas que nunca te dije) فیلمی محصول سال ۱۹۹۶ و به کارگردانی ایزابل کوشت است. در این فیلم بازیگرانی همچون لیلی تیلور، اندرو مک‌کارتی، پگی وست، شریلین لاوسون، لیندا روث گورتز، کاترین هرد، چاندا واتس، کاتلین ادواردز، آلکسیس آرکت و سیمور کاسل ایفای نقش کرده‌اند.